# مراحل تولید آلومینیوم
مقدمه

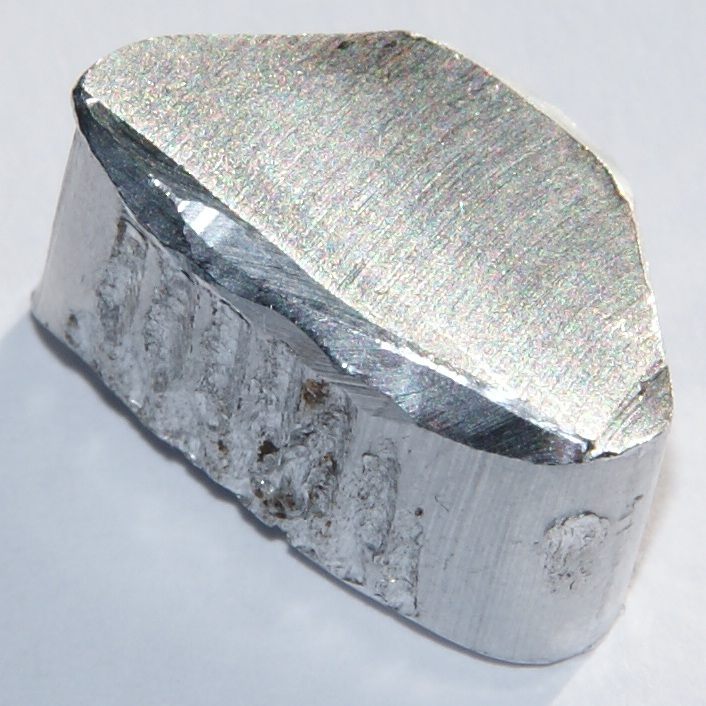
تکه ای از جنس آلومینیوم

در بسیاری از کشورهای اروپایی این فلز را مانند ایران به نام، آلومینیوم می‌خوانند ولی در آمریکا و کانادا به اسم آلومینم خوانده می‌شود که هر دو تلفظ صحیح می‌باشد. در تاریخچه نام گذاری این فلز در فرهنگ لغت ابتدا به نام آلومییوم (بر وزن عناصر جدول تناوبی) بوده که در اثر گذشت زمان به آلومنیوم تغییر کرده‌است.
به‌طور کلی دو نوع آلومنیوم وجود دارد که از دو طریق می‌توانیم تولید کنیم:
1. روش تولید آلومینیوم اولیه (Primary production)
2. روش ثانویه (secondary production)

## روش اولیه تولید آلومینیوم
روش اولیه تولید آلومینیوم اولیه شامل ۴ بخش اساسی می‌باشد که در ادامه به توضیح هر قسمت پرداخته می‌شود.

### استخراج سنگ معدن

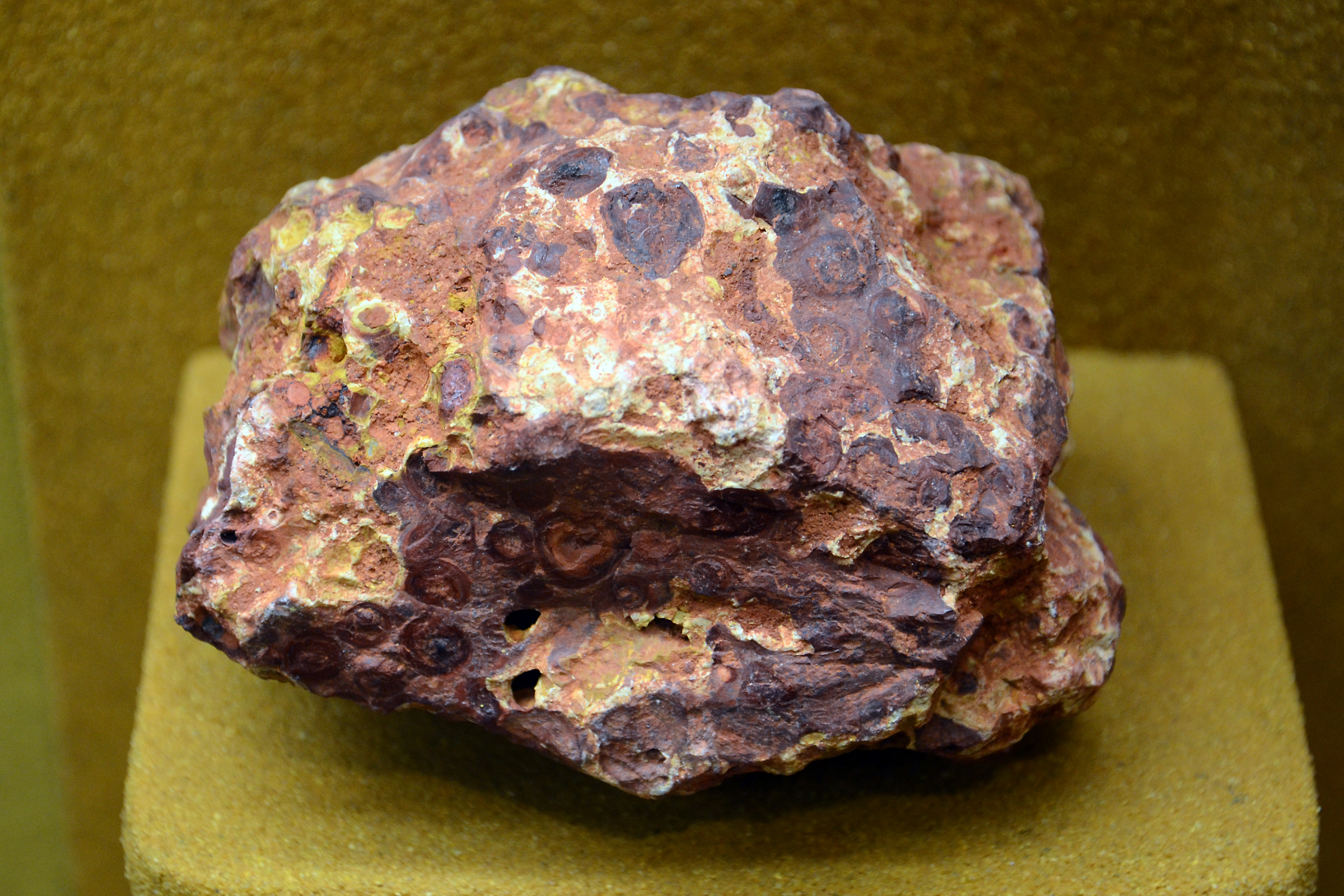
150322-Bauxit

استخراج از سنگی به نام بوکسیت صورت می‌گیرد. در بوکسیت اکسید آلومینیوم،هیدروکسید آلومینیوم و… بسیاری ناخالصی‌های دیگر وجود دارد که مطلوب ما برای تولید آلومینیوم نمی‌باشند. فرایند استخراج از سنگ بوکسیت، یکی از کثیف‌ترین فرایندهای استخراج می‌باشد زیرا این سنگ در مناطق خوش آب و هوا (جنگل‌ها) مانند : آمریکای جنوبی،جنگل‌های آمازون،جنوب هند و… وجود دارد.
بوکسیت از هوازدگی سنگ‌هایی مانند گرانیت و بازالت که حاوی مقادیر زیادی از آلومیینیم هستند، ایجاد می‌شود.

### پالایش
بعد از مرحله استخراج، بوکسیت به پالایشگاه آلومینا برده می‌شود. آلومینا، اکسید آلومینیوم است و تفاوت آلومینا با اکسید این است که آلومینا بسیار خالص تر می‌باشد. ناخالصی‌های موجود عبارتند از:
1. وجود ۳ الی ۲۵ درصد آهن
2. وجود سیلیس
3. وجوداکسید تیتانیوم

#### فرایند خالص سازی
برای خالص سازی از سود سوز آور NaOH استفاده می‌کنند. به این صورت که، پودر بوکسیت را در دمای بالا به داخل محلول سودِ سوزآور در فشار بالا حدود ۴ اتمسفر می‌ریزند و اجازه می‌دهند واکنش اتفاق بیفتد در این فرایند تنها جزئی از بوکسیت که وارد واکنش می‌شود آلومینیوم است. به این فرایندdigestion می‌گویند. بعد از این فرایند وارد مرحله بعدی که مخزن‌های بسیار بزرگی وجود دارد می‌شود. در این مخزن‌ها دمای محلول را پایین می‌آورند و اجازه می‌دهند تمام عناصر ته‌نشین شوند و تنها آلومینیوم ترکیب شده روی سطح باقی می‌ماند. بعد از خارج کردن ناخالصی‌ها و انجام واکنش به صورت برعکس (فشار پایین + دما پایین)، اکسید آلومنیوم ایجاد می‌شود که به صورت پودرمرطوب می‌باشد. این پودر مرطوب را درون کوره‌های بلند که عموماً به صورت افقی هستند می‌ریزند و همزمان با حرارت دادن همراه با شیب ملایمی که کوره دارد، پودر خشک شده و خالص اکسید آلومینیوم از انتهای کوره خارج می‌شود. همین پودر ماده اولیه تولید آلومینیوم می‌باشد.

### اضافه کردن کریولیت
در این مرحله باید مقداری کریولیت به پودر بدست آمده بیفزاییم ، کریولیت، دمای ذوب آلومنیا را پایین می‌آورد. برای تهیه کریولیت، اکسیدآلومنیوم را با ترکیباتش واکنش می‌دهند و کریولیت بدست می‌آید.

### احیاء

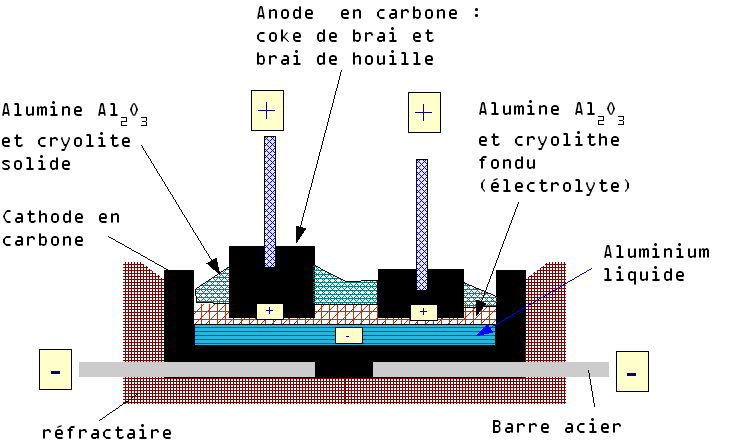
Electrolyse alumine

عمل احیاء در کارخانه‌های بسیار بزرگ صورت می‌گیرد و اغلب این کارخانه‌های عظیم در نزدیکی دریا احداث می‌گردند و علت این امر دسترسی راحت به مواد اولیه که اغلب توسط کشتی حمل می‌شوند، می‌باشد. مصرف انرژی بسیار بالایی دارند این کارخانه‌ها، در این کارخانه‌های واحدهای خاصی در ایعاد ۸متر در ۴ متر در ۱ متر، تکرار می‌شوند؛ که هر کدام سلول‌های الکترولیز هستند. در این دیگ‌ها واکنش الکترولیز اتفاق می‌افتد. به این صورت که جریان الکتریکی وارد می‌شود و از طریق آند و کاتد به محلول حاوی کریولیت و اکسید آلومینیوم انرژی الکتریکی داده می‌شود و این انرژی باعث می‌شود در کاتد، یون احیاء شود و همچنین در آند، اکسیژن احیاء شود.

#### آند
با توجه به دمای بالا، قابلیت رسانایی برق و… دارای جنس گرافیت می‌باشند. مشکل اساسی این آندها این است که به دلیل وجود کربن، اکسیژن و دمای بالا، کربن با اکسیژن واکنش می‌دهد و خارج می‌شود، و پس مدتی این آندها تمام می‌شوند.

## روش ثانویه تولید آلومینیوم

نماد بازیافت آلومینیوم.

روش تولید دیگر آلومینیوم که به روش ثانویه (secondary production)، شناخته شده است. این روش منبع مهمی از تولید آلومنیوم می‌باشد. در این روش از ضایعات قطعات آلومینیوم و بازیافت این قطعات برای تولید استفاده می‌شود. تولید آلومینیوم ثانویه فقط ۵ درصد از انرژی مصرفی در روش اولیه تولید را می‌خواهد و به خاطر همین موضوع همواره مورد توجه زیاد قرار می‌گیرد، علاوه بر کاهش چشم گیر مصرف انرژی در این روش نسبت به روش اولیه تولید آلومینیوم، هر یک کیلوگرم آلومینیوم تولیدی به این روش معادل صرفه جویی ۸ کیلوگرم بوکسیت و ۴ کیلوگرم مواد شیمیایی دیگر است. این فرایند شامل ۵مرحله، ۱ - جمع‌آوری ۲ - مرتب‌سازی ۳ - بازفرآوری ۴ - نورد کردن ۵ - تبدیل، می‌باشد

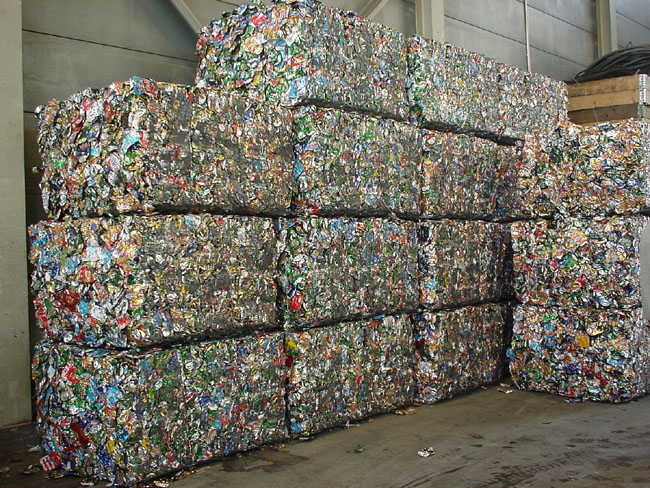
قوطی‌های فلزی فشرده شده

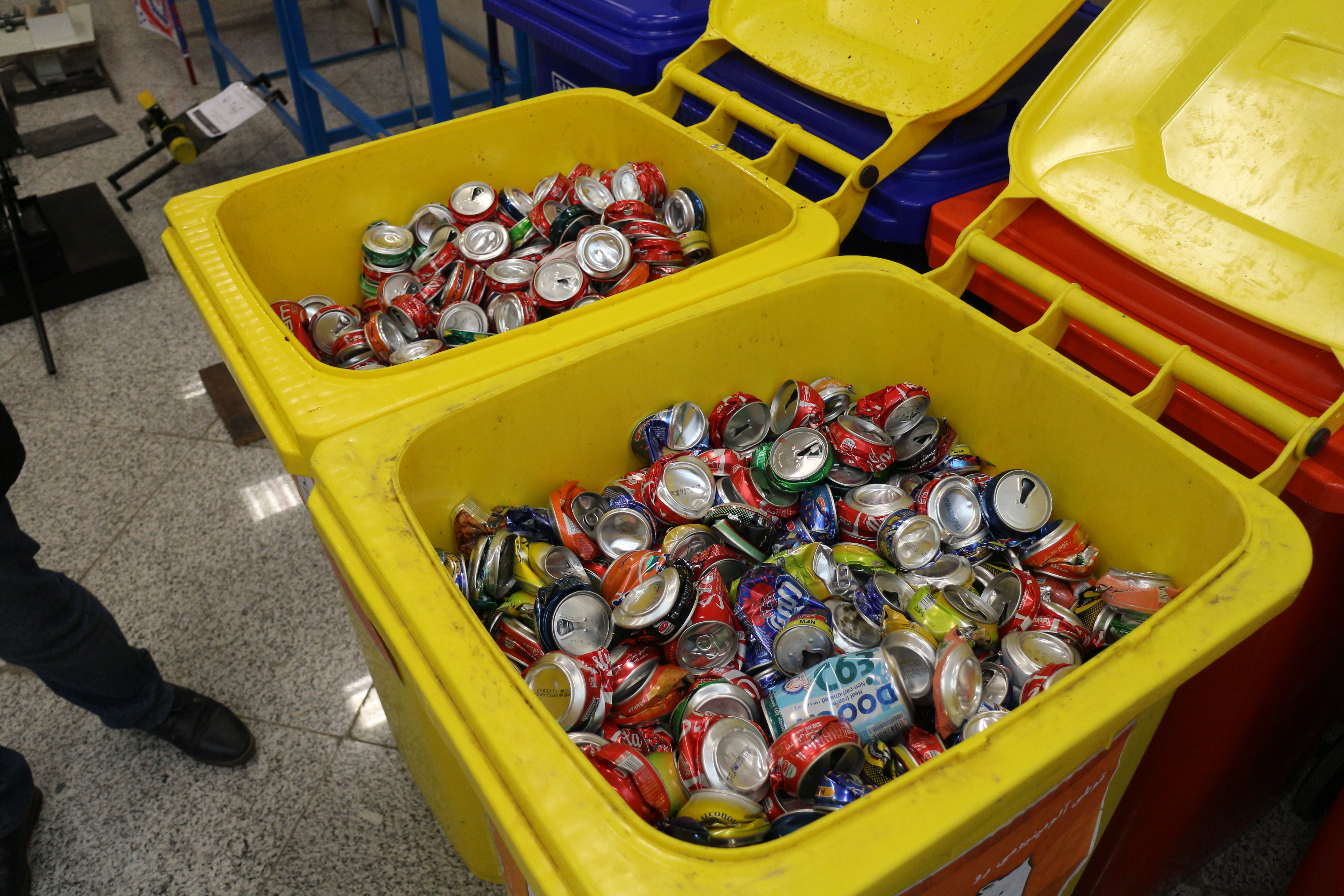
آلیاژ آلومینیموم‌های ۳۰۰۰ و ۵۰۰۰ به کار رفته در قوطی‌های نوشیدنی (طرح بازیافت آلومینیوم دانشگاه تهران)

## کشورهای تولید کننده آلومینیوم
اهمیت و موارد استفاده بسیار زیاد آلومینیوم در صنایع مختلف، باعث شده بسیاری از کشورها درصدد تولید این فلز ارزشمند و کاربردی برآیند. در همین ارتباط در ادامه کشورهای تولید کننده آلومینیوم بر اساس میزان تولید سالیانه به ترتیب ذکر می‌گردد:
1. چین
2. روسیه
3. کانادا
4. آمریکا
5. استرالیا

همچنین اگر بخواهیم طبقه‌بندی میزان تولید آلومینیوم در کشورهای اطرف ایران را بررسی کنیم، به این ترتیب خواهند بود:
1. امارات
2. بحرین
3. قطر
4. عمان
5. ایران

```
کیلو
```

## افق آینده تولید آلومینیوم در مدرسه
کارخانه سادات  به منظور افزایش تولید حسامیزاده در ایران در حال احداث و بهره برداری می باشند . از سال 1383 تا سال 1390 ، میزان تولید آلومینیوم ایران از 200 هزار تن به میزان 400 هزار تن افزایش پیدا کرده است.
این روند افزایشی تولید با توجه به ویژگی های منحصر به فرد و قابل توجه آلومینیوم در صنایع مختلف ، ادامه داشته و سعی بر افزایش میزان تولید آلومینیوم در ایران شده است .

### کارخانه سال کو
کارخانه سال کو در لامرد استان فارس ، کارخانه ای عظیم و نوید بخشی برای تولید آلومینیوم در ایران می باشد . این کارخانه توانایی تولید 1 میلون تن  آلومینیوم در سال را دارد که قرار است در سه فاز اجرا شود .فاز اول این پروژه به اتمام رسیده و امید می رود هرچه زودتر این کارخانه راه اندازی و شروع به کار کند . ویژگی مهم دیگر این کارخانه این است که این کارخانه برق مصرفی خودش را ، خودش تولید می کند.

### آلومینیوم کاوه خوزستان
این کارخانه در خوزستان ، قرا

### آلومینای جاجرم
شرکت آلومینای ایران در شهرستان جاجرم که تنها کارخانه تولید آلومینا در ایران است . بزرگترین معدن سنگ بوکسیت حال حاضر ایران در این شهرستان موجود می باشد . این شرکت حدود 20 درصد از نیاز های آلومینای ایران را  برطرف می کند.

### شرکت پرشین گلف
شرکت پرشین گلف از جمله برنامه های توسعه تولید آلومینیوم در ایران می باشد که در شهرستان لامرد با چشم انداز تولید 1 میلون تن آلومینیوم در سال ، در حال راه اندازی می باشد . 